# Hana Blažíková
Hana Blažíková (Praag, 2 december 1980) is een Tsjechische sopraan en harpiste. Ze brengt middeleeuwse, renaissance- en barokmuziek en treedt internationaal op. Ze is, onder andere, lid van het Bach Collegium Japan.

## Carrière
Blažíková werd geboren in Praag en behaalde een graad in musicologie en filosofie aan de Karelsuniversiteit Praag. In 2002 behaalde ze een diploma in vocale uitvoering aan het conservatorium van Praag, waar ze studeerde bij Jiří Kotouč. Ze volgde masterclasses bij Poppy Holden, Peter Kooy, Monika Mauch en Howard Crook. Op het operapodium verscheen ze als Susanna in Le Nozze di Figaro van Mozart in het Karlovy Vary-theater en als Zerlina in Don Giovanni in het Estates Theatre in Praag. Ze heeft zich gespecialiseerd in oude muziek uit de middeleeuwen, renaissance en barok.
Blažíková is lid van het Bach Collegium Japan onder leiding van Masaaki Suzuki. Ze heeft opgenomen als lid van het koor en als soliste in het project om de volledige cantates van Johann Sebastian Bach op te nemen. Ze werkte mee aan delen 43, 46 en 47 in 2009. Deel 53, met In allen meinen Taten, BWV 97, Ich ruf zu dir, Herr Jesu Christ, BWV 177 en Es ist das Heil uns kommen haar, BWV 9, werd gerecenseerd in 2013 en men merkte op dat in een duet van BWV 97, "de fris en helder klinkende sopraan" contrasteerde met de bas van Peter Kooy. Ze traden op in 2011 in Carnegie Hall in New York. Ze heeft gewerkt met het Collegium Vocale Gent, onder leiding van Philippe Herreweghe, en tourde zowel in 2010 als 2013 met Bachs Matthäus Passion. Ze werkte samen met ensembles zoals Amsterdam Baroque Orchestra & Choir onder leiding van Ton Koopman, het vocale ensemble Sette Voci onder leiding van Kooy, Gli Angeli Genève onder leiding van Stephan MacLeod, Musica Florea onder leiding van Marek Štryncl, Capella Regia Praag onder leiding van Robert Hugo, La Fenice o.l.v. Jean Tubéry en de JS Bach-Stiftung o.l.v. Rudolf Lutz. Ze verscheen op festivals zoals de Praagse Lente, Oude Muziek Utrecht en het Salzburg Festival. In 2011 speelde ze het sopraangedeelte van Bachs St John Passion met het Boston Symphony Orchestra. In 2014 nam ze als Sirena deel aan een geënsceneerde versie van Orfeo Chaman van Christina Pluhar met het ensemble L'Arpeggiata in het Teatro Mayor van Bogotá.
Naast haar werk als sopraan is Blažíková een professionele harpiste, die middeleeuwse vocale muziek uitvoert en zichzelf vaak begeleidt. Vanaf 2008 was ze lid van het geheel vrouwelijke Tiburtina-ensemble, dat gespecialiseerd is in gregoriaans en middeleeuwse muziek.
In 2019 stond ze in België opnieuw op het podium met het Collegium Vocale Gent, waar ze als sopraan mee het Weihnachtsoratorium bracht.

## Opnames
In 2005 nam Blažíková de heilige cantate Il Serpente di Bronzo van Jan Dismas Zelenka op met het Ensemble Inégal, onder leiding van Adam Viktora. In 2008 volgdeTil Thine Eyes, Piarists Music in Barok Bohemia. In 2009 nam ze Buxtehude's Membra Jesu Nostri en Bach's motetten op met Peter Kooy. Ze verscheen in Rorate Coeli, heilige muziek voor Advent en Kerstmis uit de 18e eeuw door Václav Karel Holan Rovenský, Antonín Reichenauer, Zelenka, JF Fasch en Antonio Caldara met het Collegium Marianum Praag o.l.v. Jana Semerádová. Als onderdeel van de serie Music from Eighteenth-Century Prague, trad ze op met hetzelfde ensemble Concertos & Arias van Jan Josef Ignác Brentner. In 2010 nam ze duetten op met Kooy, getiteld Harmoniae Sacrae : werken van Franz Tunder, Johann Valentin Meder, Matthias Weckmann, Heinrich Ignaz Franz Biber, Christoph Bernhard en Benedictus Buns, begeleid door het ensemble L'Armonia Sonora, o.l.v. Mieneke van der Velden.
Haar eerste soloalbum was in 2013 gewijd aan Duitse barokcantates van Johann Schop, Johann Philipp Förtsch, Johann Pachelbel, Johann Philipp Krieger, Biber, Samuel Capricornus, Samuel Ebart en Dieterich Buxtehude met het ensemble CordArte. Ze nam Bachs mis op in B mineur met Philippe Herreweghe en ook met het Collegium 1704 onder leiding van Václav Luks. In 2013 nam ze muziek op uit Wenen, gecomponeerd in 1709, een verzameling zelden uitgevoerde aria's uit opera's van Pietro Baldassare, Attilio Ariosti, Giovanni Battista Bononcini en Johann Joseph Fux. Samen met Dominik Wörner nam ze Bachs Dialog-cantates BWV 32, BWV 57, BWV 58 op, begeleid door het ensemble Kirchheimer BachConsort.